# Fotbalisté FC Inter Milán
Níže jsou historické statistiky fotbalistů italského fotbalového klubu FC Inter Milán.

## Tabulky

### Podle oficiálních zápasů
| Celkový počet zápasů | Celkový počet zápasů           | Celkový počet zápasů |  | V lize | V lize             | V lize |  | V domácím poháru | V domácím poháru              | V domácím poháru |  | V Evropských pohárech | V Evropských pohárech | V Evropských pohárech |
| Pořadí               | Jméno                          | Počet                |  | Pořadí | Jméno              | Počet  |  | Pořadí           | Jméno                         | Počet            |  | Pořadí                | Jméno                 | Počet                 |
| 1.                   | Javier Zanetti                 | 858                  |  | 1.     | Javier Zanetti     | 615    |  | 1.               | Giuseppe Bergomi              | 119              |  | 1.                    | Javier Zanetti        | 160                   |
| 2.                   | Giuseppe Bergomi               | 756                  |  | 2.     | Giuseppe Bergomi   | 519    |  | 2.               | Giuseppe Baresi               | 93               |  | 2.                    | Giuseppe Bergomi      | 117                   |
| 3.                   | Giacinto Facchetti             | 634                  |  | 3.     | Giacinto Facchetti | 475    |  | 3.               | Giacinto Facchetti            | 85               |  | 3.                    | Iván Córdoba          | 92                    |
| 4.                   | Sandro Mazzola                 | 565                  |  | 4.     | Sandro Mazzola     | 417    |  | 4.               | Alessandro Altobelli          | 80               |  | 4.                    | Esteban Cambiasso     | 80                    |
| 5.                   | Giuseppe Baresi                | 559                  |  | 5.     | Mario Corso        | 413    |  | 5.               | Sandro Mazzola                | 80               |  | 5.                    | Giuseppe Baresi       | 73                    |
| 6.                   | Mario Corso                    | 502                  |  | 6.     | Giuseppe Baresi    | 392    |  | 6.               | Gianpiero Marini              | 77               |  | 6.                    | Walter Zenga          | 71                    |
| 7.                   | Walter Zenga                   | 473                  |  | 7.     | Samir Handanović   | 380    |  | 7.               | Walter Zenga                  | 73               |  | 7.                    | Alessandro Altobelli  | 69                    |
| 8.                   | Tarcisio Burgnich              | 467                  |  | 8.     | Giuseppe Meazza    | 365    |  | 8.               | Javier Zanetti                | 71               |  | 8.                    | Lautaro Martínez      | 66                    |
| 9.                   | Alessandro Altobelli           | 466                  |  | 9.     | Tarcisio Burgnich  | 358    |  | 9.               | Gabriele Oriali               | 70               |  | 9.                    | Riccardo Ferri        | 63                    |
| 10.                  | Iván Córdoba+ Samir Handanović | 455                  |  | 10.    | Walter Zenga       | 328    |  | 10.              | Riccardo Ferri+ Graziano Bini | 66               |  | 10.                   | Marco Materazzi       | 63                    |

Poznámka
- Zahrnuje mistrovství jedné skupiny (Campionato Federale, Prima Categoria, Prima Divisione e Divisione Nazionale), Serie A a všech play-off.

### Podle vstřelených branek
| Celkový počet branek | Celkový počet branek | Celkový počet branek |  | V lize | V lize                            | V lize |  | V domácím poháru | V domácím poháru                                      | V domácím poháru |  | V Evropských pohárech | V Evropských pohárech                           | V Evropských pohárech |
| Pořadí               | Jméno                | Počet                |  | Pořadí | Jméno                             | Počet  |  | Pořadí           | Jméno                                                 | Počet            |  | Pořadí                | Jméno                                           | Počet                 |
| 1.                   | Giuseppe Meazza      | 284                  |  | 1.     | Giuseppe Meazza                   | 243    |  | 1.               | Alessandro Altobelli                                  | 46               |  | 1.                    | Alessandro Altobelli                            | 35                    |
| 2.                   | Alessandro Altobelli | 209                  |  | 2.     | Luigi Cevenini                    | 158    |  | 2.               | Roberto Boninsegna                                    | 36               |  | 2.                    | Lautaro Martínez                                | 24                    |
| 3.                   | Roberto Boninsegna   | 171                  |  | 3.     | Benito Lorenzi                    | 138    |  | 3.               | Sandro Mazzola                                        | 24               |  | 3.                    | Sandro Mazzola                                  | 20                    |
| 4.                   | Sandro Mazzola       | 160                  |  | 4.     | István Nyers                      | 133    |  | 4.               | Julio Cruz                                            | 13               |  | 4.                    | Adriano                                         | 18                    |
| 5.                   | Luigi Cevenini       | 158                  |  | 5.     | Alessandro Altobelli              | 128    |  | 5.               | Giuseppe Meazza                                       | 12               |  | 5.                    | Romelu Lukaku                                   | 16                    |
| 6.                   | Lautaro Martínez     | 153                  |  | 6.     | Sandro Mazzola                    | 116    |  | 6.               | Eddie Firmani                                         | 11               |  | 6.                    | Roberto Boninsegna                              | 13                    |
| 7.                   | Benito Lorenzi       | 143                  |  | 7.     | Roberto Boninsegna                | 113    |  | 7.               | Giacinto Facchetti                                    | 10               |  | 7.                    | Rodrigo Palacio                                 | 13                    |
| 8.                   | István Nyers         | 133                  |  | 8.     | Mauro Icardi                      | 111    |  | 8.               | Aldo Serena                                           | 10               |  | 8.                    | Álvaro Recoba                                   | 13                    |
| 9.                   | Mauro Icardi         | 124                  |  | 9.     | Ermanno Aebi                      | 106    |  | 9.               | Mario Corso + Obafemi Martins + Karl-Heinz Rummenigge | 9                |  | 9.                    | Julio Cruz                                      | 13                    |
| 10.                  | Christian Vieri      | 123                  |  | 10.    | Christian Vieri+ Lautaro Martínez | 103    |  |                  |                                                       |                  |  | 10.                   | Obafemi Martins + Aldo Serena + Christian Vieri | 12                    |

### Rekordní přestupy
| Nákup  | Nákup              | Nákup     | Nákup             | Nákup           |  | Prodej | Prodej             | Prodej    | Prodej            | Prodej         |
| Pořadí | Jméno              | sezona    | klub              | částka          |  | Pořadí | Jméno              | sezona    | klub              | částka         |
| 1.     | Romelu Lukaku      | 2019/2020 | Manchester United | 74 mil. Euro    |  | 1.     | Romelu Lukaku      | 2021/2022 | Chelsea           | 113 mil. Euro  |
| 2.     | Christian Vieri    | 2016/2017 | Lazio             | 46,48 mil. Euro |  | 2.     | Zlatan Ibrahimović | 2009/2010 | Barcelona         | 69,5 mil. Euro |
| 3.     | João Mário         | 2019/2020 | Sporting          | 44,78 mil. Euro |  | 3.     | Achraf Hakimi      | 2021/2022 | PSG               | 68 mil. Euro   |
| 4.     | Achraf Hakimi      | 2021/2022 | Real Madrid       | 43 mil. Euro    |  | 4.     | André Onana        | 2023/2024 | Manchester United | 50,2 mil. Euro |
| 5.     | Hernán Crespo      | 2020/2021 | Lazio             | 40 mil. Euro    |  | 5.     | Mauro Icardi       | 2020/2021 | PSG               | 50 mil. Euro   |
| 6.     | Radja Nainggolan   | 2018/2019 | Řím               | 38 mil. Euro    |  | 6.     | Ronaldo            | 2002/2003 | Real Madrid       | 45 mil. Euro   |
| 7.     | Geoffrey Kondogbia | 2015/2016 | Monako            | 36 mil. Euro    |  | 7.     | Mateo Kovačić      | 2015/2016 | Real Madrid       | 38 mil. Euro   |
| 8.     | Milan Škriniar     | 2017/2018 | Sampdoria         | 34 mil. Euro    |  | 8.     | Mario Balotelli    | 2010/2011 | Manchester City   | 29,5 mil. Euro |
| 9.     | Nicolò Barella     | 2020/2021 | Cagliari          | 32,5 mil. Euro  |  | 9.     | Samuel Eto'o       | 2011/2012 | Machačkala        | 27 mil. Euro   |
| 10.    | Benjamin Pavard    | 2023/2024 | Bayern Mnichov    | 31,4 mil. Euro  |  | 10.    | Hernán Crespo      | 2003/2004 | Chelsea           | 26 mil. Euro   |

## Nejlepší střelci v soutěžích
| Nejlepší střelci v lize (15 prvenství) | Nejlepší střelci v pohárech (8)                     | Nejlepší střelci v Lize mistrů (1) | Nejlepší střelci v poháru UEFA (2) |
| -------------------------------------- | --------------------------------------------------- | ---------------------------------- | ---------------------------------- |
| Anton Powolny (1926/27) 22 branek      | Eddie Firmani (1958/59) 8 branek                    | Sandro Mazzola (1963/64) 7 branek  | Dennis Bergkamp (1993/94) 8 branek |
| Giuseppe Meazza (1929/30) 31 branek    | Roberto Boninsegna (1971/72) 8 branek               |                                    | Maurizio Ganz (1996/97) 8 branek   |
| Giuseppe Meazza (1935/36) 25 branek    | Alessandro Altobelli (1981/82) 9 branek             |                                    |                                    |
| Giuseppe Meazza (1937/38) 20 branek    | Nicolás Burdisso a Hernán Crespo (2006/07) 4 branky |                                    |                                    |
| István Nyers (1948/49) 26 branek       | Mario Balotelli a Julio Cruz (2007/08) 4 branky     |                                    |                                    |
| Antonio Angelillo (1958/59) 33 branek  | Samuel Eto'o (2010/11) 4 branky                     |                                    |                                    |
| Sandro Mazzola (1964/65) 17 branek     |                                                     |                                    |                                    |
| Roberto Boninsegna (1970/71) 24 branek |                                                     |                                    |                                    |
| Roberto Boninsegna (1971/72) 22 branek |                                                     |                                    |                                    |
| Aldo Serena (1988/89) 22 branek        |                                                     |                                    |                                    |
| Christian Vieri (2002/03) 24 branek    |                                                     |                                    |                                    |
| Zlatan Ibrahimović (2008/09) 25 branek |                                                     |                                    |                                    |
| Mauro Icardi (2014/15) 22 branek       |                                                     |                                    |                                    |
| Mauro Icardi (2017/18) 29 branek       |                                                     |                                    |                                    |
| Lautaro Martínez (2023/24) 24 branek   |                                                     |                                    |                                    |

## Na velkých turnajích

### Vítězové Mistrovství světa
- Luigi Allemandi (MS 1934)
- Armando Castellazzi (MS 1934)
- Attilio Demaría (MS 1934)
- Giuseppe Meazza (MS 1934)
- Giovanni Ferrari (MS 1938)
- Pietro Ferraris (MS 1938)
- Ugo Locatelli (MS 1938)
- Giuseppe Meazza (MS 1938)
- Renato Olmi (MS 1938)
- Giuseppe Bergomi (MS 1982)
- Gianpiero Marini (MS 1982)
- Ivano Bordon (MS 1982)
- Gabriele Oriali (MS 1982)
- Alessandro Altobelli (MS 1982)
- Andreas Brehme (MS 1990)
- Lothar Matthäus (MS 1990)
- Jürgen Klinsmann (MS 1990)
- Youri Djorkaeff (MS 1998)
- Ronaldo (MS 2002)
- Marco Materazzi (MS 2006)
- Lautaro Martínez (MS 2022)

Jeden hráč získal „Zlatou kopačku“, čili trofej pro nejlepšího střelce Mistrovství světa. V roce 2002 to byl Ronaldo (6 branek) a navíc byl vyhlášen nejlepším hráčem turnaje.

### Účastníci Mistrovství světa
- Amedeo Amadei (MS 1950)
- Aldo Campatelli (MS 1950)
- Osvaldo Fattori (MS 1950)
- Attilio Giovannini (MS 1950)
- Benito Lorenzi (MS 1950)
- Giorgio Ghezzi (MS 1954)
- Guido Vincenzi (MS 1954)
- Giovanni Giacomazzi (MS 1954)
- Maino Neri (MS 1954)
- Fulvio Nesti (MS 1954)
- Benito Lorenzi (MS 1954)
- Lennart Skoglund (MS 1958)
- Lorenzo Buffon (MS 1962)
- Luis Suárez (MS 1962)
- Gerry Hitchens (MS 1962)
- Tarcisio Burgnich (MS 1966)
- Giacinto Facchetti (MS 1966)
- Aristide Guarneri (MS 1966)
- Spartaco Landini (MS 1966)
- Sandro Mazzola (MS 1966)
- Luis Suárez (MS 1966)
- Joaquín Peiró (MS 1966)
- Tarcisio Burgnich (MS 1970)
- Giacinto Facchetti (MS 1970)
- Mario Bertini (MS 1970)
- Sandro Mazzola (MS 1970)
- Roberto Boninsegna (MS 1970)
- Lido Vieri (MS 1970)
- Tarcisio Burgnich (MS 1974)
- Giacinto Facchetti (MS 1974)
- Sandro Mazzola (MS 1974)
- Roberto Boninsegna (MS 1974)
- Mauro Bellugi (MS 1974)
- Ivano Bordon (MS 1978)
- Herbert Prohaska (MS 1982)
- Giuseppe Bergomi (MS 1986)
- Fulvio Collovati (MS 1986)
- Giuseppe Baresi (MS 1986)
- Marco Tardelli (MS 1986)
- Alessandro Altobelli (MS 1986)
- Walter Zenga (MS 1986)
- Karl-Heinz Rummenigge (MS 1986)
- Walter Zenga (MS 1990)
- Giuseppe Bergomi (MS 1990)
- Riccardo Ferri (MS 1990)
- Nicola Berti (MS 1990)
- Aldo Serena (MS 1990)
- Nicola Berti (MS 1994)
- Wim Jonk (MS 1994)
- Dennis Bergkamp (MS 1994)
- Giuseppe Bergomi (MS 1998)
- Gianluca Pagliuca (MS 1998)
- Francesco Moriero (MS 1998)
- Ronaldo (MS 1998)
- Iván Zamorano (MS 1998)
- Aron Winter (MS 1998)
- Nwankwo Kanu (MS 1998)
- Taribo West (MS 1998)
- Diego Simeone (MS 1998)
- Javier Zanetti (MS 1998)
- Cristiano Zanetti (MS 2002)
- Luigi Di Biagio (MS 2002)
- Christian Vieri (MS 2002)
- Francesco Toldo (MS 2002)
- Marco Materazzi (MS 2002)
- Gonzalo Sorondo (MS 2002)
- Álvaro Recoba (MS 2002)
- Okan Buruk (MS 2002)
- Emre Belözoğlu (MS 2002)
- Sérgio Conceição (MS 2002)
- Javier Zanetti (MS 2002)
- Dario Šimić (MS 2002)
- Esteban Cambiasso (MS 2006)
- Julio Cruz (MS 2006)
- Nicolás Burdisso (MS 2006)
- Júlio César (MS 2006)
- Adriano (MS 2006)
- Dejan Stanković (MS 2006)
- Dario Šimič (MS 2006)
- Luís Figo (MS 2006)
- Walter Samuel (MS 2010)
- Diego Milito (MS 2010)
- Rene Krhin (MS 2010)
- Dejan Stanković (MS 2010)
- Wesley Sneijder (MS 2010)
- Sulley Muntari (MS 2010)
- Júlio César (MS 2010)
- Maicon (MS 2010)
- Lúcio (MS 2010)
- Samuel Eto'o (MS 2010)
- Hernanes (MS 2014)
- Mateo Kovačić (MS 2014)
- Fredy Guarín (MS 2014)
- Júto Nagatomo (MS 2014)
- Hugo Campagnaro (MS 2014)
- Rodrigo Palacio (MS 2014)
- Ricardo Álvarez (MS 2014)
- Saphir Taïder (MS 2014)
- Matías Vecino (MS 2018)
- Ivan Perišić (MS 2018)
- Marcelo Brozović (MS 2018)
- Miranda (MS 2018)
- Stefan de Vrij (MS 2022)
- Denzel Dumfries (MS 2022)
- Romelu Lukaku (MS 2022)
- Marcelo Brozović (MS 2022)
- André Onana (MS 2022)

### Vítězové Mistrovství Evropy
- Luis Suárez (ME 1964)
- Tarcisio Burgnich (ME 1968)
- Angelo Domenghini (ME 1968)
- Giacinto Facchetti (ME 1968)
- Sandro Mazzola (ME 1968)
- Laurent Blanc (ME 2000)
- Giōrgos Karagkounīs (ME 2004)
- Nicolò Barella (ME 2020)
- Alessandro Bastoni (ME 2020)

### Účastníci Mistrovství Evropy
- Giuseppe Baresi (ME 1980)
- Ivano Bordon (ME 1980)
- Gabriele Oriali (ME 1980)
- Alessandro Altobelli (ME 1980)
- Ludo Coeck (ME 1984)
- Walter Zenga (ME 1988)
- Giuseppe Bergomi (ME 1988)
- Carlo Ancelotti (ME 1988)
- Riccardo Ferri (ME 1988)
- Alessandro Altobelli (ME 1988)
- Andreas Brehme (ME 1992)
- Jürgen Klinsmann (ME 1992)
- Paul Ince (ME 1996)
- Luigi Di Biagio (ME 2000)
- Adrian Mutu (ME 2000)
- Vladimir Jugović (ME 2000)
- Clarence Seedorf (ME 2000)
- Cristiano Zanetti (ME 2004)
- Fabio Cannavaro (ME 2004)
- Christian Vieri (ME 2004)
- Francesco Toldo (ME 2004)
- Marco Materazzi (ME 2004)
- Thomas Helveg (ME 2004)
- Andy van der Meyde (ME 2004)
- Marco Materazzi (ME 2008)
- Zlatan Ibrahimović (ME 2008)
- Patrick Vieira (ME 2008)
- Cristian Chivu (ME 2008)
- Wesley Sneijder (ME 2012)
- Éder (ME 2016)
- Marcelo Brozović (ME 2016)
- Ivan Perišić (ME 2016)
- Stefan de Vrij (ME 2020)
- Romelu Lukaku (ME 2020)
- Christian Eriksen (ME 2020)
- Ivan Perišić (ME 2020)
- Marcelo Brozović (ME 2020)
- Milan Škriniar (ME 2020)
- Nicolò Barella (ME 2024)
- Alessandro Bastoni (ME 2024)
- Federico Dimarco (ME 2024)
- Davide Frattesi (ME 2024)
- Matteo Darmian (ME 2024)
- Stefan de Vrij (ME 2024)
- Denzel Dumfries (ME 2024)
- Yann Sommer (ME 2024)
- Kristjan Asllani (ME 2024)
- Marko Arnautović (ME 2024)
- Benjamin Pavard (ME 2024)
- Marcus Thuram (ME 2024)
- Hakan Çalhanoğlu (ME 2024)

### Vítězové Copa América
- Rubén Sosa (CA 1995)
- Ronaldo (CA 1999)
- Iván Córdoba (CA 2001)
- Adriano (CA 2004)
- Maicon (CA 2007)
- Gary Medel (CA 2015)
- Gary Medel (CA 2016)
- Miranda (CA 2019)
- Lautaro Martínez (CA 2021)
- Lautaro Martínez (CA 2024)

### Účastníci Copa América
- Rubén Sosa (CA 1993)
- Javier Zanetti (CA 1995)
- Javier Zanetti (CA 1999)
- Diego Simeone (CA 1995)
- Iván Zamorano (CA 1995)
- Carlos Gamarra (CA 2004)
- Kily González (CA 2004)
- Javier Zanetti (CA 2004)
- Iván Córdoba (CA 2007)
- Hernán Crespo (CA 2007)
- Javier Zanetti (CA 2007)
- Esteban Cambiasso (CA 2007)
- Nicolás Burdisso (CA 2007)
- Álvaro Recoba (CA 2007)
- Fabián Carini (CA 2007)
- Lúcio (CA 2011)
- Maicon (CA 2011)
- Júlio César (CA 2011)
- Javier Zanetti (CA 2011)
- Esteban Cambiasso (CA 2011)
- Diego Milito (CA 2011)
- Miranda (CA 2016)
- Jeison Murillo (CA 2016)
- Matías Vecino (CA 2019)
- Lautaro Martínez (CA 2019)
- Alexis Sánchez (CA 2021)
- Arturo Vidal (CA 2021)
- Matías Vecino (CA 2021)
- Alexis Sánchez (CA 2024)
- Tajon Buchanan (CA 2024)

### Vítězové Olympijských her
- Annibale Frossi (OH 1936)
- Ugo Locatelli (OH 1936)
- Nicolás Burdisso (OH 2004)
- Kily González (OH 2004)

### Účastníci Olympijských her
- Giuseppe Caimi (OH 1912)
- Piero Campelli (OH 1912)
- Franco Bontadini (OH 1912)
- Piero Campelli (OH 1920)
- Leopoldo Conti (OH 1924)
- Fulvio Bernardini (OH 1928)
- Valentino Degani (OH 1928)
- Silvio Pietroboni (OH 1928)
- Enrico Rivolta (OH 1928)
- Maino Neri (OH 1952)
- Giancarlo Cella (OH 1960)
- Orazio Rancati (OH 1960)
- Riccardo Ferri (OH 1984)
- Salvatore Bagni (OH 1984)
- Antonio Sabato (OH 1984)
- Walter Zenga (OH 1984)
- Aldo Serena (OH 1984)
- Dino Baggio (OH 1992)
- Gianluca Pagliuca (OH 1996)
- Salvatore Fresi (OH 1996)
- Marco Branca (OH 1996)
- Alessandro Pistone (OH 1996)
- Roberto Carlos (OH 1996)
- Javier Zanetti (OH 1996)
- Andrea Pirlo (OH 2000)
- Matteo Ferrari (OH 2000)
- Bruno Cirillo (OH 2000)
- Iván Zamorano (OH 2000)
- Carl Valeri (OH 2000)
- Carlos Gamarra (OH 2004)
- Juan Jesus (OH 2012)

## Ocenění

### Zlatý míč
Za nejvýznamnější individuální trofej je považován Zlatý míč, udělovaný dříve časopisem France Football a od roku 2010 ji uděluje federace FIFA.
- Lothar Matthäus (1990)
- Ronaldo (1997)
- Ronaldo (2002)

### Fotbalista roku
Druhým nejvýznamnějším oceněním je Fotbalista roku (FIFA), které uděluje FIFA nejlepšímu hráči uplynulé sezony. V roce 2010 se toto ocenění sloučilo se Zlatým míčem, aby o nejlepším hráči světa rozhodla jen jedna nejvýznamnější anketa.
- Lothar Matthäus (1990)
- Ronaldo (1997)
- Ronaldo (2002)

### Cena Bravo
- Ronaldo (1998)

### Fotbalista roku podle World Soccer
- Lothar Matthäus (1990)
- Ronaldo (1997)
- Ronaldo (2002)